# Coppa Italia 2019-2020 (pallavolo femminile)
La Coppa Italia 2019-2020 si è svolta dal 29 gennaio al 2 febbraio 2020: al torneo hanno partecipato otto squadre di club italiane e la vittoria finale è andata per la seconda volta all'Imoco.

## Regolamento
Le squadre hanno disputato quarti di finale, semifinali e finale.

## Squadre partecipanti
| Squadra         | Qualificazione                          | Ultima partecipazione |
| --------------- | --------------------------------------- | --------------------- |
| AGIL            | 3ª al girone di andata Serie A1 2019-20 | Coppa Italia 2018-19  |
| Casalmaggiore   | 5ª al girone di andata Serie A1 2019-20 | Coppa Italia 2018-19  |
| Chieri '76      | 8ª al girone di andata Serie A1 2019-20 | Debutto               |
| Imoco           | 1ª al girone di andata Serie A1 2019-20 | Coppa Italia 2018-19  |
| Pro Victoria    | 6ª al girone di andata Serie A1 2019-20 | Coppa Italia 2018-19  |
| San Casciano    | 7ª al girone di andata Serie A1 2019-20 | Coppa Italia 2018-19  |
| Savino Del Bene | 4ª al girone di andata Serie A1 2019-20 | Coppa Italia 2018-19  |
| UYBA            | 2ª al girone di andata Serie A1 2019-20 | Coppa Italia 2018-19  |

## Torneo

### Tabellone
|  | Quarti | Quarti          | Quarti |  |   | Semifinali | Semifinali      | Semifinali |  |   | Finale | Finale | Finale |
|  |        |                 |        |  |   |            |                 |            |  |   |        |        |        |
|  | 1      | Imoco           | 3      |  |   |            |                 |            |  |   |        |        |        |
|  | 1      | Imoco           | 3      |  |   |            |                 |            |  |   |        |        |        |
|  | 8      | Chieri '76      | 0      |  |   |            |                 |            |  |   |        |        |        |
|  | 8      | Chieri '76      | 0      |  | 1 | Imoco      | 3               |            |  |   |        |        |        |
|  |        |                 |        |  | 1 | Imoco      | 3               |            |  |   |        |        |        |
|  |        |                 |        |  |   | 4          | Savino Del Bene | 0          |  |   |        |        |        |
|  | 4      | Savino Del Bene | 3      |  |   | 4          | Savino Del Bene | 0          |  |   |        |        |        |
|  | 4      | Savino Del Bene | 3      |  |   |            |                 |            |  |   |        |        |        |
|  | 5      | Casalmaggiore   | 0      |  |   |            |                 |            |  |   |        |        |        |
|  | 5      | Casalmaggiore   | 0      |  |   |            |                 |            |  | 1 | Imoco  | 3      |        |
|  |        |                 |        |  |   |            |                 |            |  | 1 | Imoco  | 3      |        |
|  |        |                 |        |  |   |            |                 |            |  |   | 2      | UYBA   | 0      |
|  | 2      | UYBA            | 3      |  |   |            |                 |            |  |   | 2      | UYBA   | 0      |
|  | 2      | UYBA            | 3      |  |   |            |                 |            |  |   |        |        |        |
|  | 7      | San Casciano    | 0      |  |   |            |                 |            |  |   |        |        |        |
|  | 7      | San Casciano    | 0      |  | 2 | UYBA       | 3               |            |  |   |        |        |        |
|  |        |                 |        |  | 2 | UYBA       | 3               |            |  |   |        |        |        |
|  |        |                 |        |  |   | 6          | Pro Victoria    | 0          |  |   |        |        |        |
|  | 3      | AGIL            | 1      |  |   | 6          | Pro Victoria    | 0          |  |   |        |        |        |
|  | 3      | AGIL            | 1      |  |   |            |                 |            |  |   |        |        |        |
|  | 6      | Pro Victoria    | 3      |  |   |            |                 |            |  |   |        |        |        |
|  | 6      | Pro Victoria    | 3      |  |   |            |                 |            |  |   |        |        |        |

### Risultati

#### Quarti di finale
| 29 gennaio 2020 PalaVerde, Villorba Durata: 1h:04 - Spettatori: 2 933             | Imoco           | 3 - 0 | Chieri '76    | 25-21, 25-12, 25-14        |
| 29 gennaio 2020 Palazzetto dello Sport, Scandicci Durata: 1h:13 - Spettatori: 512 | Savino Del Bene | 3 - 0 | Casalmaggiore | 25-17, 25-22, 25-18        |
| 29 gennaio 2020 PalaPiantanida, Busto Arsizio Durata: 1h:08 - Spettatori: 2 011   | UYBA            | 3 - 0 | San Casciano  | 25-13, 25-16, 25-18        |
| 29 gennaio 2020 PalaTerdoppio, Novara Durata: 1h:49 - Spettatori: 3 000           | AGIL            | 1 - 3 | Pro Victoria  | 25-12, 18-25, 21-25, 20-25 |

#### Semifinali
| 1º febbraio 2020 PalaPiantanida, Busto Arsizio Durata: 1h:17 - Spettatori: 3 257 | Imoco | 3 - 0 | Savino Del Bene | 25-15, 25-19, 25-23 |
| 1º febbraio 2020 PalaPiantanida, Busto Arsizio Durata: 1h:21 - Spettatori: 3 257 | UYBA  | 3 - 0 | Pro Victoria    | 25-16, 25-21, 25-22 |

#### Finale
| 2 febbraio 2020 PalaPiantanida, Busto Arsizio Durata: 1h:15 - Spettatori: 4 397 | Imoco | 3 - 0 | UYBA | 25-20, 25-18, 25-16 |